# 李鏜 (清朝)
李鏜（？—？），漢軍廂藍旗人，清朝政治人物。舉人出身。
道光二十四年，接替單昕。擔任江蘇荆溪縣知縣。后由尹宗純接任。